# Eumannia cyrnea
Eumannia cyrnea är en fjärilsart som beskrevs av Karl Schawerda 1932. Eumannia cyrnea ingår i släktet Eumannia och familjen mätare. Inga underarter finns listade i Catalogue of Life.